# Gruppo dei rotatori laterali dell'anca
Nell'anatomia umana il gruppo dei rotatori laterali dell'anca è un gruppo di muscoli che fanno parte dei muscoli esterni dell'anca.

## Anatomia
Essi sono:
- Muscolo piriforme
- Muscolo otturatore esterno
- Muscolo otturatore interno
- Muscolo gemello inferiore
- Muscolo gemello superiore
- Muscolo quadrato del femore